# Li Zhun
Li Zhun (en xinès tradicional: 李準; en xinès simplificat: 李准; en pinyin: Lǐ Zhǔn; Matun, Luoyang 1928 - Pequín 2000) novel·lista, dramaturg i guionista xinès, Premi Mao Dun de Literatura de 1985.

## Biografia
Li Zhun, (李准) nom literari de Li Tiesheng (李铁生), va néixer a Matun (麻屯镇) el 4 de juliol de 1928 en una família d'intel·lectuals i propietaris de terres a la província de Henan, d'origen mongol.
L'any 1942, a conseqüència de la sequera i del a fam en la zona de Henan la família va anar a Xi'an on van viure en condicions molt precàries i fins a l'any següent Li no va poder anar a l'escola; va estudiar amb el seu avi literatura antiga, opera tradicional i poesia clàssica. El 1943 el van enviar a estudiar a Luoyang però va tornar a casa el 1944 com a resultat de la invasió de la ciutat per part dels japonesos.
Durant quatre anys va treballar en le negoci del seu pare i també a l'oficina de correus de Mutu, activitat que va compaginar amb l'escriptura de peces teatrals. En aquella època es va interessar pel marxisme i per la literatura moderna. De retorn a Luoyang va iniciar la seva col·laboració amb la revista de Henan “ Changjiang wenyi - 昌江文艺" (Literatura i Art de Changjiang).
El 1960 va ingressar al Partit Comunista Xinès, i va ser nomenat director de l'Associació d'Escriptors Xinesos, però durant la Revolució Cultural va ser acusat de "dretà” i va sofrir persecució política, les seves obres prohibides i enviat a un camp de treball a Zhoukou. No va ser rehabilitat fins al 1980 per Deng Xiaoping.
Va morir a Pequín el 2 de febrer de 2000.

### Carrera literària
Li va formar part dels escriptors coneguts com a “escriptors rurals” i va tenir una gran popularitat durant les dècades dels 50 i dels 60.
Li Zhun destaca en les seves obres les lluites entre les ideologies antigues i les noves mitjançant la descripció de persones corrents i habituals. Les seves històries, d'una banda, critiquen la mentalitat tradicional i la psicologia egoista dels camperols, i, d'altra banda, lloen calorosament el nou tipus de camperols socialistes que són progressistes i desinteressats. L'estil de les obres de Li Zhun es pot resumir com a natural i fàcil de llegir.
Degut al seu estat de salut, a partir de 1985 va deixar d'escriure.

## Obra

### Novel·les destacades
La seva primera obra “Bu neng zou natiao lu” de 1953, on denunciava la bipolarització de les zones rurals després de la reforma agrària va obtenir un èxit molt notable.
El 1959 va publicar Li Shuangshuang (李双双小传) (Breu història de Li shuangshuang), adaptada al cinema per Lu Ren i amb diverses edicions en format de "còmic".
Altres obres destacades,
- Wang Jieshi (王结实)
- The Biography of the Old Soldier (老兵新传)
- The Great River Flows On (大河奔流)
- The Herdsman (牧马人)
- The Qingliang Temple (清凉寺的钟声)
- The Old Man and the Dog (老人与狗)

### Guions cinematogràfics
Anys 1950-1970:
- 1958: Una família benestant《小康人家》(xiao kang ren jia) dirigida per Xu Tao 徐韬
- 1959: Nouvelle histoire d'un vieux soldat《老兵新传》  dirigida per Shen Fu 沈浮
- 1962: Li Shuangshuang 《李双双》 dirigida per Lu Ren 鲁韧
- 1978: The Great River Flows《大河奔流》dirigida per Xie Tieli 谢铁骊 i Chen Hua’ai 陈怀皑

Anys 1980-90:
Guions per pel·lícules dirigides per Xie Jin 谢晋 :
- 1983: Herdsman 《牧马人》 (mu ma ren)

- 1984:  Wreats at the Foot of the Mountain《高山下的花环》(gao shan xia de hua huan). Premi Golden Rooster al millor director de 1985.
- 1992: Bell of Purity Temple 《清凉寺的钟声》(qiang liang si zhong sheng)

- 1993: An Old Man and his Dog 《老人与狗》(lao ren he gou)

## Premis
- 1963: Segon Premi Hundred Flowers per Li Shuangshuang -李双双-
- 1981: Cinquè Premi Golden Rooster per Wang Jieshi
- 1985: Segon Premi Mao Dun de Literatura per Yellow River Flowing to East